# 蓬茨霊運
蓬茨 霊運（ほうし れいうん、1935年4月18日 - 1999年11月12日）は、日本の天文学者・宇宙物理学者。専門は、恒星進化論・X線天文学。学位は、理学博士（京都大学・論文博士・1968年）（学位論文の題は「Thermal instability in a nuclear burning shell of stars（星の内部の核燃焼層の熱的不安定性）」）。元立教大学理学部物理学科教授。

## 生涯
石川県金沢市に生まれた。金沢大学理学部を卒業後1960年京都大学大学院理学研究科物理学専攻に進学。林忠四郎が教授を務める天体核研究室に入り星の進化の研究に従事。天体核研究室の同期に佐藤文隆が居る。1962年に大学院を修了。1968年、京都大学より理学博士号を授与される。学位論文の題は「Thermal instability in a nuclear burning shell of stars（星の内部の核燃焼層の熱的不安定性）」。京都大学理学部物理学科天体核研究室の助手を1971年まで務め、その後立教大学理学部教授に就任した。1999年11月12日、膵臓癌のため64歳で死去。

## 業績
林、天体核研究室の1年先輩の杉本大一郎との共著で、1962年に Progress of Theoretical Physics Supplement誌に掲載された論文 Evolution of Stars は、原始星から超新星爆発まで恒星の進化を包括的に説明したものであり、3名の頭文字を取った HHS という通称で長く恒星進化論のバイブルとされた。1970年代以降は、急速に発展しつつあったX線天文学へと傾倒、X線天体の輻射機構の理論的研究を進め、矮新星やX線新星のモデル構築に貢献した。

## 人物
父は真宗大谷派僧侶・蓬茨祖運。蓬茨の弟子には柴崎徳明、加藤万里子、角張健一がいる。シャイな人格者であり、弟子の柴崎が立教大大学院博士課程の院生だった頃には金曜日によく柴崎とテニスをしていた。物好きでもあり、教授を務めていた立教大学の正門がバリケード封鎖された時は見物したこともあった。

## 著書

### 共著
- 『宇宙物理学』
- 『星の進化』
- 『宇宙と物理』

### 訳書
- 『宇宙・天文大辞典』（Pybil P.Parker他編 丸善 1987年）